# Sambucus lanceolata
O Sabugueiro-da-Madeira (Sambucus lanceolata)  é uma pequena árvore ou arbusto, pertencente à família Adoxaceae (o género Sambucus era anteriormente classificado na família Caprifoliaceae, mas é actualmente incluído na família anterior após estudos genéticos).
Trata-se de uma espécie endémica da ilha da Madeira, característica das florestas de laurissilva ripária, distribuindo-se junto a linhas de água, sendo por vezes encontrado junto a casas nas zonas mais altas da ilha.
Apresenta-se como um arbusto ou árvore pequena com até 7 metros de altura, caducifólio, glabro, de tronco e ramos branco-acinzentados sendo as folhas compostas, imparipinuladas, geralmente de 5 a 7 folíolos serrados, oblongos a oblongo-lanceolados, de 2 a 17,5 centímetros.
As flores deste sabugueiro são esbranquiçadas, com cerca de 6 milímetros de diâmetro, dispostas em inflorescências corimbosas e amplas, florescendo em Maio e Junho, sendo os seus frutos uma drupa arredondada cinzento-amarelada e raramente negros quando maduros.
Ao longo dos tempos foi utilizada na medicinal como diurética, emoliente, sudorífico e na marcenaria para embutidos.